# Wian Conradie
Pas d'image ? Cliquez ici

a Compétitions nationales et continentales officielles uniquement.

b Matchs officiels uniquement.
Dernière mise à jour le 3 mars 2025.
Wian Conradie, né le 14 octobre 1994 à Windhoek, est un joueur international namibien de rugby à XV qui joue au poste de troisième ligne jouant aux Free Jacks de la Nouvelle-Angleterre en Major League Rugby.

## Biographie
Wian Conradie pratique plusieurs sports dans son enfance : le cricket, le hockey sur gazon et le rugby. C'est dans ce dernier qu'il excelle. Il est notamment troisième ligne centre de son lycée, le Windhoek High School (en), l'un des meilleurs de Namibie en matière de rugby. Il remporte plusieurs championnats avec son lycée, et intègre ainsi le système fédéral namibien. Il participe à deux trophée mondiaux des moins de 20 ans avec la Namibie. 
En 2014, après la fin de son cursus lycéen, il intègre l'université de Johannesburg, dont l'équipe de rugby évolue en Varsity Cup (en), le plus haut niveau universitaire sud-africain. Pendant son parcours universitaire il devient international namibien. Il est ainsi sélectionné dès 2015 pour participer à la coupe du monde en Angleterre, dont il est l'un des plus jeunes joueurs.
En 2019, malgré un changement d'université (il représente désormais l'université du Nord-Ouest), il est de nouveau appelé pour la coupe du monde, où il dispute 2 matchs. Après le mondial, il rejoint les Doncaster Knights, qui évoluent Championship. Il joue 12 matchs avec le club, jusqu'à l'interruption de la saison à cause de la pandémie de Covid-19,. 
Il s'engage alors en faveur des Jackals de Dallas, qui doivent débuter en Major League Rugby en 2021.  Mais la franchise de Dallas repousse son engagement dans le championnat à cause de la pandémie, et Wian rebondit finalement chez les Free Jacks de la Nouvelle-Angleterre.
Après une saison pleine avec les Free Jacks, où il était titulaire, il signe un contrat en Premiership, rejoignant Gloucester Rugby. N'obtenant que très peu de temps de jeu, notamment du fait de blessures, il retourne chez les Free Jacks en 2022.
En août 2023, il est sélectionné pour participer à la Coupe du monde 2023, se déroulant en France.

## Statistiques

### En sélection
| Année | Compétition       | Matchs | Points | Essais | Transf. | Drops | Pénal. |
| ----- | ----------------- | ------ | ------ | ------ | ------- | ----- | ------ |
| 2015  | Coupe d'Afrique   | 1      | -      | -      | -       | -     | -      |
| 2015  | Coupe du monde    | 2      | -      | -      | -       | -     | -      |
| 2016  | Coupe des nations | 2      | -      | -      | -       | -     | -      |
| 2017  | Coupe des nations | 3      | -      | -      | -       | -     | -      |
| 2017  | Coupe d'Afrique   | 4      | 10     | 2      | -       | -     | -      |
| 2018  | Coupe d'Afrique   | 5      | 15     | 3      | -       | -     | -      |
| 2019  | Coupe des nations | 3      | -      | -      | -       | -     | -      |
| 2019  | Coupe du monde    | 2      | -      | -      | -       | -     | -      |
| 2021  | Tests             | 2      | 10     | 5      | -       | -     | -      |
| Total | Total             | 21     | 35     | 7      | -       | -     | -      |

| Essai | Adversaire | Lieu                                      | Compétition     | Date             | Résultat | Score |
| ----- | ---------- | ----------------------------------------- | --------------- | ---------------- | -------- | ----- |
| 2     | Tunisie    | Stade Mustapha-Ben-Jannet, Monastir       | Coupe d'Afrique | 1 juillet 2017   | Victoire | 7-53  |
| 1     | Ouganda    | Hage Geingob Rugby Stadium (en), Windhoek | Coupe d'Afrique | 16 juin 2018     | Victoire | 55-6  |
| 1     | Tunisie    | Hage Geingob Rugby Stadium (en), Windhoek | Coupe d'Afrique | 23 juin 2018     | Victoire | 118-0 |
| 1     | Zimbabwe   | Hartsfield Rugby Ground, Bulawayo         | Coupe d'Afrique | 4 août 2018      | Victoire | 28-58 |
| 1     | Kenya      | Markotter Stadium, Stellenbosch           | Test match      | 14 novembre 2021 | Victoire | 60-24 |
| 1     | Zimbabwe   | Markotter Stadium, Stellenbosch           | Test match      | 20 novembre 2021 | Victoire | 10-41 |